# Зале
За́ле (нем. Saale, в.-луж. Solawa, н.-луж. Solawa — Солава) — река в Баварии, Тюрингии и Саксонии-Анхальт, левый приток Эльбы.
Длина реки укоротилась разными строительными мероприятиями (с 1933 по 1942 г.) с 427 км до 413 км. Площадь бассейна — 24 100 км². Средний расход воды 100 м³/с.
Река берёт начало в горах Фихтель (Франкония) на высоте 828 м. Впадает в Эльбу у Барби. В Нижней Франконии её называют «Саксонская Зале» (нем. Sächsische Saale), отличая таким образом от Франконской Зале.
На Зале расположены города Хоф, Йена, Галле, Лойна, Мерзебург и Бернбург.
17 сентября 1822 года из-за неразделённой любви, чувствуя себя обманутой во всех своих надеждах, в Зале утопилась немецкая писательница и поэтесса Луиза Каролина Брахманн (1777—1822).
Через Зале в черте города Галле перекинут мост Гибихенштейнбрюкке.